# Giulia in ottobre
Giulia in ottobre è un film mediometraggio del 1985 diretto da Silvio Soldini, con Carla Chiarelli.

## Trama
Milano, ottobre: dopo la fine di una relazione, la commessa Giulia si prende cinque giorni di ferie. Riallaccia alcune amicizie e vaga per la città, in solitudine.

## Accoglienza

### Critica
- [Soldini] segue con estremo rispetto e con un'affettività ben dissimulata la sua protagonista nei suoi momenti di vita quotidiana, sottolineandone il senso di vuoto, l'insinuante e appena accennata malinconia che l'accompagna tra le mura di casa o nelle sue deambulazione per la Milano notturna (G. Brunetta[1]);
- Film delicato ed introverso, erratico e tuttavia sempre accorato alla realtà, colpisce soprattutto per l'atmosfera di lucida sospensione che lega - fino ad amalgamarle - le due dimensioni parallele in cui vive la protagonista: quella concreta e anonima della città (...) e quella evanescente della sua anima (P. Mereghetti[2]).

## Riconoscimenti
- 1985 - Bellaria Film Festival
  - Gabbiano d'oro